# Le Boulay-Morin
Le Boulay-Morin település Franciaországban, Eure megyében. Lakosainak száma 818 fő (2022. január 1.). Le Boulay-Morin La Chapelle-du-Bois-des-Faulx, Dardez, Émalleville, Irreville, Normanville és Reuilly községekkel határos.

## Népesség
A település népességének változása:
| Lakosok száma | 151  | 457  | 516  | 641  | 740  | 767  | 777  | 798  | 810  | 818  |
|               | 1968 | 1982 | 1990 | 2006 | 2013 | 2015 | 2017 | 2019 | 2020 | 2022 |